# Tuřany (část Brna)
Tuřany (německy Turas) jsou městská čtvrť na jihovýchodním okraji statutárního města Brna. Její katastrální území má rozlohu 9,61 km². Původně samostatná obec byla k Brnu připojena v roce 1919, od 24. listopadu 1990 je součástí samosprávné městské části Brno-Tuřany. Žije zde přibližně 2700 obyvatel.
Rozkládají se ve středu městské části, přičemž si zachovaly vesnický charakter. Svojí zástavbou jsou Tuřany téměř úplně propojeny se zástavbou sousedních Brněnských Ivanovic, s nimiž v podstatě tvoří jeden velký urbanistický celek. Ve čtvrti se nachází i radnice městské části Brno-Tuřany. Dominantou čtvrti je kostel Zvěstování Panny Marie. Na východě katastru, severovýchodně od tuřanské původní zástavby, se rozkládá areál mezinárodního letiště Brno-Tuřany. Severně od intravilánu i letiště prochází trasa dálnice D1. Na severu katastru Tuřan, přímo na hranici s městskou částí Brno-Slatina, vyrostly ve druhé polovině prvního desetiletí 21. století nové továrny, jež jsou součástí průmyslové zóny Černovická terasa, jejíž jádro leží na území Slatiny. U Tuřanského náměstí pramení Tuřanský potok, který dále protéká sousedními Chrlicemi.
V Tuřanech se také nachází viniční trať U Fuksové boudy.

## Název
Na osadu bylo přeneseno původní pojmenování jejích obyvatel Tuřané (1208 zapsáno jako Turane), které znamenalo "lidé bydlící na tuřím poli" nebo "lidé zabývající se chovem či lovem turů". Tvar Tuřas zaznamenaný roku 1292 (zapsán Thursas) je dokladem starobylého bezpředložkového lokálu ("v Tuřanech"). Německé jméno vzniklo z českého.

## Historický přehled

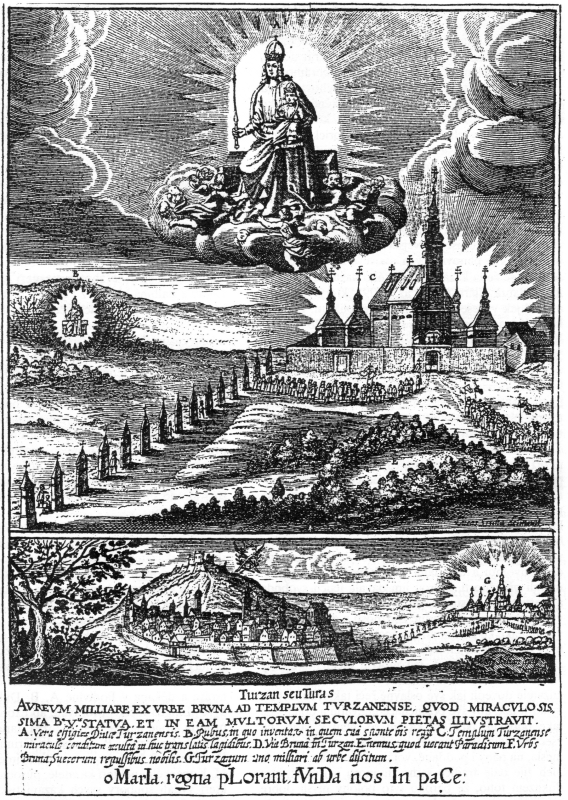
Rytina z Balbínova spisu Diva Turzanensis, zobrazující nad vedutou Brna tuřanský poutní chrám a tuřanskou Pannu Marii. Tisk Olomouc 1658

Tuřany byly od počátku 13. století majetkem olomouckého biskupa. Od roku 1627 vlastnil část Tuřan klášter františkánek v Brně, od r. 1666 vznikl další samostatný statek, náležející brněnským jezuitům. Tuřany zůstaly rozděleny na tři části až do zrušení poddanství, poté se spojily v jednu obec. K Brnu byly připojeny 16. dubna 1919. Roku 1954 bylo uvedeno do provozu tuřanské letiště. Současné katastrální hranice získaly Tuřany až při radikální druhé katastrální reformě Brna, provedené ve druhé polovině 60. let 20. století. Tehdy došlo k přesunu západní hranice Tuřan z linie vedoucí Ulicí 1. května a pak dále na sever, na linii vedoucí ulicemi Rolencova, Glocova, Zezulova a Měšťanská, čímž byla k Tuřanům připojena řada domů původně patřících jednak k Brněnským Ivanovicím, jednak k Brnu nedávno připojené obci Holásky. Dále Tuřany získaly rozsáhlou severovýchodní část původního katastru Brněnských Ivanovic a některé pozemky na jihu původního katastru Slatiny. Naopak pozemek s původně tuřanskou základní školou byl připojen k Brněnským Ivanovicím, a pozemky jihovýchodně od Slatinky a severně od Vlárské trati zase ke Slatině.

## Osobnosti
- Emil Boček (1923–2023), veterán druhé světové války, armádní generál
- Ludvík Krejčí (1890–1972), legionář první světové války, armádní generál
- Rudolf Kundera (1911–2005), malíř portrétista
- Jaroslav Proch (1919–2009), prvoligový brankář (SK Židenice 1940/41), odchovanec SK Tuřany.
- Vincenc Šťastný (1885–1971), klavírista, sběratel lidových písní, hudební skladatel a pedagog.
- Oldřich Velen (1921–2013), herec

## Správní vývoj
- 1947–1949 – celý tehdejší katastr Tuřan byl spolu s celým tehdejším katastrem Brněnských Ivanovic součástí městského obvodu Brno IX. Tehdy slatinské pozemky náležely k městskému obvodu Brno VII.
- 1949–1954 – celý tehdejší katastr Tuřan tvořil spolu s většinou tehdejšího katastru Brněnských Ivanovic a jihovýchodní částí tehdejšího katastru Komárova městský obvod Brno XIII. Tehdy slatinské pozemky náležely k městskému obvodu Brno X.
- 1954–1971 – celý tehdejší katastr Tuřan tvořil s většinou území tehdejšího katastru Brněnských Ivanovic a jihovýchodní částí tehdejšího katastru Komárova městský obvod Brno X, jehož jméno bylo roku 1957 změněno na Brno X-Tuřany a roku 1960 přejmenován na Tuřany. Tehdy slatinské pozemky náležely k městskému obvodu Brno XI, přejmenovaného roku 1957 na Brno XI-Slatina a roku 1960 na Slatina. 1. července 1960 se součástí tohoto obvodu stal téměř celý tehdejší katastr tehdy připojené obce Holásky, a 1970 i celý katastr tehdy připojené obce Dvorska. V tomto období zároveň získaly Tuřany svoje současné katastrální hranice.
- 1971–1975 – celý katastr Tuřan již ve svých současných hranicích byl součástí městského obvodu Brno X-Tuřany, který již měl hranice shodné s hranicemi moderní městské části Brno-Tuřany.
- 1975–1990 – celý katastr Tuřan byl součástí městského obvodu Brno IV.
- od roku 1990 tvoří celý katastr Tuřan jednu ze 4 částí moderní samosprávné městské části Brno-Tuřany.

## Pamětihodnosti
- Kostel Zvěstování Panny Marie – barokní poutní kostel z počátku 19. století
- barokní sousoší Panny Marie se sv. Ignácem z Loyoly a se sv. Františkem Xaverským
- Husův sbor – chrám z let 1927–1928
- Orlovna – secesní budova z počátku 20. století